# Rukoh
Rukoh is een bestuurslaag in het regentschap Banda Aceh van de provincie Atjeh, Indonesië. Rukoh telt 5189 inwoners (volkstelling 2010).